# یحیی سوم ادریسی
یحیی بن قاسم بن ادریس دوم، هشتمین فرمانروا و سلطان مراکش از دودمان ادریسی بود. او سه سال پیش از وفات پسرعمویش (علی دوم) در سال ۸۸۰ بر تخت نشست و تا ۲۴ سال بعد بر مراکش حکومت کرد. او در سال ۹۰۴ درگذشت و یحیی چهارم (که فرزند پسرعمویش بود) بر تخت نشست.